# Maria Oom
Rut Maria Oom, född  9 oktober 1957 i Kristinehamn, är en svensk målare, tecknare och konstpedagog.
Oom studerade vid Mullsjö folkhögskola 1974–1975, KV konstskola i Göteborg 1975–1976, Hovedskous Målarskola 1976–1978 och vid Konstfack 1978–1982. Separat har hon ställt ut på bland annat Pumphuset i Trollhättan, Filharmonia Lublin Polen, Leksands Konstmuseum, Borlänge konsthall och Kristinehamns konsthall. Hon har bland annat medverkat i samlingsutställningarna Höstutställning på Värmlands museum, Liljevalchs vårsalong, Karlskoga konsthall, Rackstadmuseet i Arvika, Kristinehamns konstmuseum, Gammelstilla i Hofors, Rättviks konsthall, Leksands konstmuseum, Jubileumsutställningen vid Dalarnas museum, Vänersborgs konsthall, Leksands kulturhus och med porträtt på Danmarks Nationalhistoriska museum på Fredriksborg Slott.
Hon tilldelades Dalarnas konstförenings stipendium 1998.            
Hennes konst består av teckningar, porträtt, miljöbilder, djur ofta i äggoljetempera, Vid sidan av konstskapandet arbetar hon som bildlärare.
Oom är representerad vid Dalarnas landsting, Leksands kommun, Falu kommun, Uppsala kommun, Borlänge kommun, Säters kommun, Kristinehamns kommun, Karlstads kommun och Vansbro kommun.